# Villeneuve-Minervois
Villeneuve-Minervois è un comune francese di 979 abitanti situato nel dipartimento dell'Aude nella regione dell'Occitania.

## Società

### Evoluzione demografica
Abitanti censiti